# 山口武彦
山口 武彦（やまぐち たけひこ、1869年8月9日（明治2年7月2日） - 1962年（昭和37年）7月11日）は、日本の実業家。アズビルや、日本酸素ホールディングス、日本精工の創業者。

## 経歴
鹿児島県下西田町（現鹿児島市西田）生まれ。旧薩摩藩士の家だったが明治維新後に没落しており貧しく、農商務省に務める義兄・奥清輔（のち農商務省水産局長）を頼って東京に移り、東京職工学校（現東京科学大学）に進学。1891年に卒業すると、義兄の親友だった高橋是清（当時農商務省特許局長）の紹介で農商務省入省、特許局審査官補。その後、製釘事業を立ち上げようと考えていた安田善次郎からの依頼を受けていた高橋是清から推挙され、安田銀行に技師として入行して、1896年からオハイオ州クリーブランドで技術習得に従事。日本に帰国後、深川製釘所（現：安田工業）を設立し、1898年日本初の丸釘を開発。原材料の輸入が困難になったことから、1902年に工場が閉鎖され、1903年北海道鉄道入社。1906年東京市京橋区で山武商会を設立。機械工具の輸入事業を手掛けた。1910年酸素製造事業を目的に日本酸素を設立。1914年精密加工事業の日本精工を設立。

## 親族
妻のすゞ子は元新選組隊士で商法講習所（現一橋大学）助教なども務めた高木貞作の長女。二男の山口利彦は山武ハネウエル第2代代表取締役社長。その妻千代は藤島敏男の妹。孫の真里子は福澤雄吉（福澤諭吉と岩崎弥太郎の曾孫）の妻